# Henri François Joseph Boudet de Puymaigre
Henri François Joseph Boudet de Puymaigre (1858-1940), militaire et homme politique français. Il fut membre de la Commission du Vieux Paris de 1912 à 1940.

## Biographie
Fils du comte Théodore-Joseph Boudet de Puymaigre et de Marie Caroline Pyrot de Crépy, Henri François Joseph Boudet naît le 8 juillet 1858 à Metz, en Moselle. Après la Guerre franco-allemande de 1870 et l'annexion de Metz par l'Allemagne, sa famille quitte la Lorraine pour s'installer en région parisienne. Il s'engage en octobre 1878 et suit la formation de École spéciale militaire de Saint-Cyr, en sortant sous-lieutenant en 1880. Affecté au 103e régiment d'infanterie de ligne, il est promu lieutenant en 1885, et capitaine en 1892. Ayant obtenu son brevet d'état-major, il est affecté au 104e, puis au 115e régiment d'infanterie de ligne en 1895, avant d'être affecté à l’État-major de la Seine. Promu chef de bataillon, Boudet de Puymaigre est affecté au 138e régiment d'infanterie de ligne en mai 1902. Comme chef de bataillon au 138e régiment d'infanterie de ligne, il est nommé chevalier de la Légion d’honneur en 1903.
En 1912, Henri François Joseph Boudet de Puymaigre devient conseiller municipal du 7e arrondissement de Paris, quartier « Invalides », et le restera jusqu'à sa mort. À la même époque, il devient membre de la Commission du Vieux Paris.
Lorsque la Première Guerre mondiale éclate, le lieutenant-colonel de Puymaigre reprend du service. Son fils, Jean Joseph Marie est tué en action dans la Marne, le 15 septembre 1914. En tant que commandant de la place de Pont-à-Mousson, le lieutenant-colonel Boudet de Puymaigre est promu officier de la Légion d'honneur, le 12 juillet 1917. Henri François Joseph Boudet de Puymaigre meurt à Paris le 15 mai 1940, un mois avant l'entrée des troupes allemandes dans la capitale.

## Distinctions
- Officier de la Légion d'honneur (1917).